# Judit Topál
Judit Topál (* 31. Oktober 1943 in Monor, Komitat Pest-Pilis-Solt-Kiskun) ist eine ungarische Provinzialrömische Archäologin.

## Leben
Topál beendete 1962 ihre Schulzeit am Allgemeinen Blanka-Teleki-Mädchengymnasium in Budapest und studierte von 1963 bis 1968 an der Philosophischen Fakultät der Eötvös-Loránd-Universität Archäologie und Geschichte. In dieser Zeit war sie bereits an mehreren Grabungen beteiligt. 1963 nahm sie an der von Edit B. Thomas (1923–1988) geleiteten Untersuchung am Limeskastell Matrica bei Százhalombatta-Dunafüred teil; 1964 war sie unter Gyula László mit bronzezeitlichen Ausgrabungen in Csongrád-Felgyő beschäftigt; 1965 grub sie unter István Méri in der Krypta der katholischen Kirche von Feldebrői und von 1967 bis 1968 half sie bei den Grabungen unter István Bóna und Eszter B. Vágó im römischen Lagerdorf und Friedhof des Kastells Intercisa-Dunaújváros am ehemaligen Donaulimes.
Nach dem Studienende war Topál von 1968 bis 1976 am Kossuth-Lajos-Museum in Cegléd als Archäologin beschäftigt. Zeitgleich arbeitete sie von 1973 bis 1974 für das Ádám-Béri-Balogh-Museum in Szekszárd. In dieser Zeit besuchte sie von 1974 bis 1975 Fortbildungskurse in Numismatik. 1978 erfolgte ihre Promotion mit der international beachteten Dissertation The Southern Cemetery of Matrica (Der Südfriedhof von Matrica). Die unter dem Druck der voranschreitenden Baumaßnahmen von 1971 bis 1974 vorgenommenen großflächigen Ausgrabungen in diesem mittelkaiserzeitlichen Gräberfeld des Kastells Százhalombatta-Dunafüred waren für die angehende Doktorin als leitende Archäologin eine große Herausforderung. Im Zuge dieser Grabungen übernahm sie von dem Archäologen Károly Sági (1919–1997) auch die weiterführenden Untersuchungen am Kastellbad von Matrica. Noch während die Arbeiten in Százhalombatta-Dunafüred liefen, erhielt Topál den Auftrag, die damals größte Villa rustica Ungarns im ungarischen ethnographischen Freilichtmuseum Szabadtéri Néprajzi Múzeum (Skanzen) bei Szentendre im Zuge einer Rettungsgrabung zwischen 1973 und 1975 freizulegen (siehe Villa rustica (Szentendre-Skanzen)). Bei dieser Arbeit wurde die Archäologin von István Dinnyés, Éva Kocztur, Klára Kővári und Charlotte Tettamanti unterstützt. Fast zeitgleich wurde Topál zusammen mit Éva Maróti erneut mit der Untersuchung an einer römischen Nekropole beauftragt, die sich südlich und westlich der Wehrmauer des Kastells Szentendre befand. Von 1976 bis 1978 war sie als Archäologin am Historischen Museum in Budapest beschäftigt und war dort von 1978 bis zu ihrer Pensionierung 2002 Leiterin der römischen Sammlungen.
Judit Topál war von 1969 bis 1995 Mitglied der Ungarischen Gesellschaft für Archäologie und Kunstgeschichte (Magyar Régészeti és Művészettörténeti Társulat) und von 1982 bis 1996 bei Rei Cretariae Romanae Fautores, einer internationalen Organisation zur Erforschung der römischen Keramik. 1975 und 1985 wurde sie für ihre archäologischen Verdienste mit dem Sozialistischen Kulturpreis Ungarns geehrt.
Weitere Ausgrabungen:
- 1968 bis 1969: Cegléd-Madarászhalom: Schatz mit Friesacher Pfennigen, Kirche und Friedhof der Arpadenzeit, mittelalterliches Eisengeräten-Depot
- 1969 bis 1970: Vác-Kavicsbánya: Mit Magdalena Hellebrandt und Charlotte Tettamanti Untersuchungen an einer keltischen und einer awarischen Begräbnisstätte.
- 1970: Dunaújváros: Grabungen im römischen Lagerdorf des Kastells Intercisa.
- 1971: Lincoln (England): Grabungen an der Stadtmauer und im Lagerdorf der römischen Lindum Colonia.
- 1981 bis 1988: Konservierung und Restaurierung der zuvor von ihr untersuchten Villa Rustica Skanzen/Szentendre.
- 1987: Káposztásmegyer: Grabungen mit Margit Nagy in einer kaiserzeitlichen sarmatischen Siedlung.
- 1978 bis 1995 (mit Unterbrechungen): Grabungen im römischen Lagerdorf und auf Friedhöfen von Aquincum.

## Schriften (Auswahl)
- Roman Cemeteries of Aquincum, Pannonia: The Western Cemetery, Bécsi Road II. Budapesti Történeti Múzeum, Budapest 2003, ISBN 963-9340-19-7.
- Die Gräberfelder von Aquincum. In: Paula Zsidi: Forschungen in Aquincum, 1969–2002. Budapesti Történeti Múzeum, Budapest 2003, ISBN 963-9340-23-5, S. 161–167.
- Musikdenkmäler aus Aquincum. In: Paula Zsidi: Forschungen in Aquincum, 1969–2002. Budapesti Történeti Múzeum, Budapest 2003, ISBN 963-9340-23-5, S. 254–258.
- Ägyptische und orientalische Götter und Kulte. In: Paula Zsidi: Forschungen in Aquincum, 1969–2002. Budapesti Történeti Múzeum, Budapest 2003, ISBN 963-9340-23-5, S. 274–283.
- Field Musicians in the Pannonian Army. In: Internationales Symposium „Orgel der Klassischen Antike: Die Aquincum-Orgel A.D. 228. Bericht über das Colloquium des Musikwissenschaftlichen Instituts der Ungarischen Akademie der Wissenschaften 1.–4. September 1994 in Budapest.“ Musikwissenschaftliche Verlags-Gesellschaft, Kleinblittersdorf, 1997, S. 57–63.
- mit Beat Rütti und Rudolf Känel: Ewige Finsternis? In: Out of Rome. Aquincum/Augusta Raurica. Das Leben in zwei römischen Provinzstädten. Basel – Budapest, 1997. S. 292–319.
- Glasierte Kasserollengriffe von Pannonien. In: Alba Regia. Annales Musei Stephani Regis 25, 1995. S. 101–113 und Rei Cretariae Romanae Fautorum Acta 34, S. 101–105.
- Die römische Villa von Szentendre. In: Balácai Közlemények. 3. Internationale Tagung über römische Villen, 1994. S. 321–335.
- Der Import der sogenannten Moselweinkeramik in Pannonien. In: Rei Cretariae Romanae Fautorum Acta 27/28, 1990, S. 177–184.
- mit Margit Németh, Klára Póczy, Paula Zsidi: Friedhöfe In: Das römische Budapest. Neue Ausgrabungen und Funde in Aquincum. Ausstellungskatalog. Kleines Druck- und Verlagsanstalt, Lengerich 1986. S. 149–155.
- Toronymodellek a szentendrei római villából. (Turmmodelle aus der römischen Villa von Szentendre). In: Studia comitatensia. Régészeti tanulmányok Pest Megyéből. Nr. 17. Pest Megyei Múzeumok Igazgatósága. Budapest 1985. S. 303–325
- Feliratos boroskészlet a szentendrei római villából. (Weinservice mit Inschrift aus der römischen Villa von Szentendre). In: Archaeologiai Értesítő 111, 1984, S. 218–224.
- A Bécsi uti római kori temetö I. (Das römerzeitliche Gräberfeld in der Bécsi-Straße I.) In: Budapest Régiségei 25, 1984, S. 291–320.
- Das früh- und mittelkaiserzeitliche Gräberfeld von Matrica (Százhalombatta-Dunafüred). In: Archaeologiai Értesitö 108, 1981, S. 70–78.
- The southern cemetery of Matrica (Százhalombatta-Dunafüred). Akadémiai Kiadó, Budapest 1981 (= Dissertation).
- mit Éva Maróti: Szentendre római kori temetője. Das römerzeitliche Gräberfeld von Szentendre. In: Studia Comitatensia 9, 1980, S. 177ff.
- Árpád-kori temető és templom Cegléd-Madarászhalmon. (Eine Kirche und ein Gräberfeld aus der Arpadenzeit in Cegléd-Mádarászhalom). In: Studia Comitatensia 1, 1972, S. 53–97.